# 東京大学ミスター強制わいせつ事件
東京大学ミスター強制わいせつ事件（とうきょうだいがくミスターきょうせいわいせつじけん）は、日本で起きた性犯罪。

## 概要
東京大学経済学部に在籍して、東京大学のミスターのコンテストのファイナリストに選ばれたという人物による犯行であった。

### 事件の発生
2018年9月15日の未明に、犯人となる人物は東京都新宿区にある自宅であるタワーマンションのエレベーターで遭遇した女性を、自宅の部屋に連れ込んで性的な暴行をしたという事件であった。部屋に連れ込んでからは被害者となる女性をベッドに投げ倒した上で、嫌がっているのを肩を押さえて、下着を脱がして、性的な暴行を行っていたということであった。この事件では面識の無い女性に暴行を行っていた。

### 裁判
2018年11月21日に東京地方裁判所でこの事件の初公判が開かれる。そこでは被告は認否を保留した。だが事件後に警察に取調べを受けていたときには覚えていないと容疑を否認していた。この日には被告の弁護士は起訴内容の認否を保留して、検察側に更なる証拠開示を求めて、争点を整理する手続きを申し立てていた。2019年12月25日に行われた裁判では、出廷した被告は容疑を認めて被害者への謝罪を述べていた。2020年1月30日に東京地方裁判所でこの事件の判決が行われ、この事件の被告の有罪判決が言い渡された。

### 犯人の人物像
この事件で逮捕された人物というのは、東大生YouTuberとして活動していた人物でもあった。YouTubeの登録者数は4万7千人で、動画の視聴回数は1300万人に及ぶほどであった。YouTuberとしては2017年ごろから活動しており、ナンパをする動画や、AV女優と共演する動画などが投稿されていた。
この事件の犯人は複数のテレビ番組にも出演していた。テレビ番組で共演したことのある坂上忍の印象では、弁が立ち、議論している中でも割って入ってくるほど勇気があり、起用している側からすれば良い印象であった。指原莉乃とも共演したことがあり、そこで好きな芸能人では指原莉乃の名を挙げる。これには指原は嬉しそうな表情を浮かべた。それから犯人は指原が艶ビデオに出演することをリクエストしたものの、これに対して指原は何があっても出ないと答えた。